# Календар Јована Орловића
„Календар Јована Орловића“ је југословенски филм из 1968. године. Режирао га је Јован Коњовић, а сценарио је писао Света Лукић.

## Улоге
| Глумац             | Улога   |
| ------------------ | ------- |
| Љуба Тадић         | Јован   |
| Мира Ступица       | Цаца    |
| Стево Жигон        | Дарко   |
| Иван Јагодић       | Др Шулц |
| Љубица Јанићијевић | Гина    |